# Biskopsmöte
Ett biskopsmöte eller biskopskonferens är ett möte mellan en grupp biskopar inom ett visste geografiskt område, alternativt från hela den aktuella kyrkans utbredning.

## Svenska kyrkan
Inom Svenska kyrkan är Biskopsmötet ett organ för samråd mellan dess biskopar. Efter att tidigare ha förekommit som tillfälliga konferenser erhöll biskopsmötena 1919 fastare form och träffades en gång årligen under ärkebiskopens presidium, vanligen i mars månad i Stockholm. Det första biskopsmöte som finns protokollfört i Biskopsmötets arkiv hölls 1902. Därefter finns protokoll från åren 1905, 1907 (två stycken, varav ett per capsulam), 1909, 1910 och 1912. Från åren 1913 – 1918 saknas protokoll. Från och med 1919 träffades biskopsmötet en gång per år. Vissa år hölls dock fler än ett möte och sedan 40-talet hålls vanligen två till fyra möten årligen. Fram till dess att Stockholms stift grundades 1942 var även Pastor primarius i Stockholm medlem av biskopsmötet.
Genom den nya kyrkliga organisationen 1982 minskade biskopsmötenas betydelse.
Till biskopsmötets främsta uppgifter hör att yttra innan Kyrkostyrelsen fattar beslut i teologiska och ekumeniska frågor och utöva tillsyn över biskoparnas verksamhet. Dessutom utser eller nominerar biskopsmötet ledamöter till diverse kyrkliga organ och uppdrag. Ärkebiskopen i Uppsala är sammankallande och ordförande i Biskopsmötet.
Ett Nordiskt biskopsmöte anordnades första gången 22-28 juli 1920 på Kulla Gunnarstorp i Skåne och har sedan följts av liknande möte i Danmark och Norge.

## Evangelisk-lutherska kyrkan i Finland
Biskopsmötet är ett beslutsfattande organ inom Evangelisk-lutherska kyrkan i Finland. Till biskopsmötets främsta uppgifter hör att diskutera och ge riktlinjer för läran, samt att ge råd till kyrkomötet.
Medlemmar i biskopsmötet är alla biskopar i tjänst inom Evangelisk-lutherska kyrkan i Finland. Utöver dessa är också fältbiskopen med, samt från varje stift en assessor utsänd av domkapitlet.

### Historia
Evangelisk-lutherska kyrkan i Finland fick sitt centralstyre år 1869 i det att Schaumans kyrkolag fastställde att kyrkomötet skulle grundas. Utöver detta fanns det i kyrkan tre biskopar, vilka förde inofficiella samtal sinsemellan. Biskopsmötet fick officiell status år 1908, då främst som ett samarbetsorgan mellan biskoparna och domkapitlen. Det utökade biskopsmötet kom till år 1944. Dess uppgift var att sköta kyrkans ärenden då kyrkomötet inte var samlat. Under den här tiden samlades kyrkomötet vart femte år. Det utökade biskopsmötet avskaffades 1974.

## Ortodoxa kyrkan i Finland
Inom Finska ortodoxa kyrkan bland annat stadfäster Biskopskonferensen Kyrkomötets och Kyrkostyrelsens beslut i lärofrågor och kanoniska frågor liksom val av biskop. Ärkebiskopen är ordförande och sammankallande, övriga stiftsbiskopar är ledamöter. Yttranderätt har också biträdande och pensionerade biskopar, samt det lagfarna ecklesiastikrådet vid Kyrkostyrelsen (i de ärenden som hör till hans behörighet).

## Anglikanska kyrkan
Inom anglikanska kyrkan fungerar Lambethkonferensen som ett biskopsmöte för biskopar inom anglikanska kyrkan från olika delar av världen.

## Romersk-katolska kyrkan
Inom den romersk-katolska kyrkan är biskopskonferenserna geografiskt avgränsade. De är ett sentida allmänt tillskott i kyrkan och växte fram  omkring 1968.  När biskopar från hela världen sammankallas, heter mötet biskopssynod.
I de fall då flera stift samlas under ett ärkestift är det ärkebiskopen som leder biskopskonferensen. Strukturen är dock inte alltid så enkel, exempelvis består Romersk-katolska kyrkan i Österrike av två ärkestift, men samsas om den österrikiska biskopskonferensen. Biskoparna i de nordiska länderna ingår inte i något ärkestift men samarbetar inom den Nordiska biskopskonferensen, vars ordförande är den svenske biskopen Anders Arborelius.